# قانون امنیت ملی هنگ کنگ
قانون امنیت ملی هنگ کنگ (انگلیسی: Hong Kong national security law) یک لایحه رسمی است که توسط کنگره ملی خلق چین در مورد حفظ امنیت ملی در منطقه ویژه اداری هنگ کنگ به تصویب رسیده‌است.این قانون شامل مقررات امنیتی است که در هنگ کنگ به موعد اجرا گذاشته خواهد شد. براساس ماده ۲۳ قانون اساسی هنگ کنگ که در ۱۹۹۷ لازم‌الاجرا شده بود، هرچند تا ۲۰۲۰ این قانون به تصویب نرسید، اما بایستی براساس ماده ۲۳ قانون اساسی هنگ کنگ به موعد اجرا گذاشته می‌شد تا از دخالت در امور داخلی هنگ کنگ جلوگیری شود. در مه ۲۰۲۰، دولت چین طرح خود را برای تصویب یک لایحه قانونی برای امنیت ملی هنگ کنگ اعلام کرد. بریتانیا در پاسخ به هدف چین مبنی بر دور زدن شورای قانونگذاری هنگ کنگ، اعلام کرد در صورت تصویب لایحه امنیتی توسط چین، راهی را برای تمامی مردم هنگ کنگ خواهد گشود تا همه ساکنان این کشور که در زمان  کنترل انگلیس متولد شده‌اند جزو شهروندان انگلستان قلمداد شوند. این لایحه در ۳۰ ژوئن ۲۰۲۰ با حمایت اکثریت هیئت حاضر در کنگره ملی خلق چین به تصویب رسید. با این حال زمان دقیق اجرای آن مشخص نیست که احتمالاً قبل از انتخابات شورای قانونگذاری هنگ کنگ در روز ششم سپتامبر ۲۰۲۰ خواهد بود.